# Manuel Gomes da Cunha Pedrosa
Manuel Gomes da Cunha Pedrosa, primeiro e único barão do Bonito (Limoeiro, 1818 — Bonito, 11 de agosto de 1901), foi um militar e político brasileiro.
Recebeu diversas patentes da Guarda Nacional, como major, coronel e chefe-de-estado. Como político, foi vereador e presidente da câmara dos vereadores) local, para além de suplente de juiz de fora e delegado.
Casou-se duas vezes: com Isabel Francisca de Moura Borba, com quem teve dez filhos, e com Maria do Carmo Gomes Pedrosa, com quem teve outros dois.
Foi agraciado com o título de barão por decreto de 11 de setembro de 1888. Seu título faz referência a rio que dá nome à região pernambucana de Bonito.